# Pegophysema bialata
Pegophysema bialata is een tweekleppigensoort uit de familie van de Lucinidae. De wetenschappelijke naam van de soort werd voor het eerst geldig gepubliceerd in 1895 door Henry Augustus Pilsbry.